# Andrej Guštin
Andrej Guštin [andrêj guštín], slovenski astronom in popularizator znanosti, * 1971.

## Življenje in delo
Guštin je s pisanjem poljudnoznanstvenih člankov začel že kot študent astronomije. Resnejše korake v smer popularizacije znanosti, predvsem astronomije, je naredil leta 1993. Kot stalni sodelavec in avtor se je tedaj pridružil novoustanovljeni astronomski reviji Spika in s to revijo sodeluje še sedaj. V Spiki je objavil več sto poljudnih in strokovnih astronomskih člankov in mnoge avtorske fotografije. Od leta 2001 pa pripravlja novice za to revijo, ki se jih je nabralo že približno tisoč.
Leta 1994 je začel pisati tudi za otroke in mladino v reviji PIL, v kateri je imel več let stalno poljudnoznanstveno rubriko. Pripravil je tudi nekaj tem za Veselo šolo. Med letoma 1996 in 2000 je vzdrževal stalno astronomsko rubriko v reviji Proteus. Od leta 2001 redno pripravlja astronomske strani v koledarju Prešernove družbe, kjer je objavil tudi nekaj daljših člankov. Njegove prispevke objavlja tudi koledar Mohorjeve družbe iz Gorice.
Od srede 1990-ih objavlja tudi v časopisih Nedelo, Delovi prilogi Znanost, Slovenskih novicah in Financah. Redne rubrike ima v reviji Več in GEA; za slednjo je v letu 2006 skupaj z Bojanom Kambičem pripravil izobraževalni plakat Osončje. Bil je urednik Gee in Proteusa. Leta 2006 je postal področni urednik za astronomijo revije Presek, kar je še sedaj. V teh tiskanih medijih je skupaj objavil več sto člankov. Njegova besedila so našla tudi mesto v učbeniku oziroma delovnem zvezku za 7. razred devetletke, avtorice Suzane Jakoša. Leta 1999 je Agencija za učinkovito rabo energije izdala njegovo knjigo Varčujmo z energijo. Decembra 2006 je pri založbi Mladinska knjiga izšla knjiga Mejniki sodobne astronomije.
Sodeloval je pri mnogih radijskih oddajah, tudi v zamejstvu (Radio Trst A). Napisal je niz esejev za oddajo Trojna spirala na tretjem sporedu Radia Slovenija. Pomagal je pri nastajanju in nastopal v treh oddajah Zenit, ki jih je posnela RTV Slovenija. Dvanajst let je vodil astronomski krožek pri Univerzi za tretje življenjsko obdobje. Organiziral in izvedel je niz izobraževalnih predavanj za učitelje izbirnega predmeta astronomija v devetletki in v Spiki objavil vrsto vaj za pouk astronomije.
V zadnjem času večina njegovih člankov obravnava aktualne astronomske teme: svetlobno onesnaženje, nova spoznanja o Osončju in sodobna fizikalna kozmologija, v Spiki pa redno pripravlja astronomske novice, ki jih je vsak mesec približno 20.

## Priznanja
Za svoje delo je prejel nagrado Prometej znanosti 2006 za odličnost v komuniciranju znanosti, ki jo podeljuje Slovenska znanstvena fundacija.
Mednarodna astronomska zveza (IUA) mu je leta 2024 v Cape Townu v Južni Afriki podelila naziv svojega častnega člana. Na tej 32. generalni skupščini IUA so skupaj z Andrejem Guštinom razglasili 15 častnih članov z vsega sveta.

### Recenzije
- ——— (2009), »Alan Dyer: MISIJA NA LUNO, Tehniška založba Slovenije, Ljubljana 2009, 80 strani / Andrej Guštin«, Obzornik za matematiko in fiziko, 56 (3): 118 119, COBISS 15248985, ISSN 0473-7466 | astronomija / osvajanje Lune / Apollo 11 / vesoljski poleti